# Wilhelm Morgner
Wilhelm Morgner (Soest, Rijnland, 27 januari 1891 – Langemark, West-Vlaanderen, 16 augustus 1917) was een Duits kunstschilder. Hij wordt gerekend tot de stroming van het expressionisme.

## Leven en werk

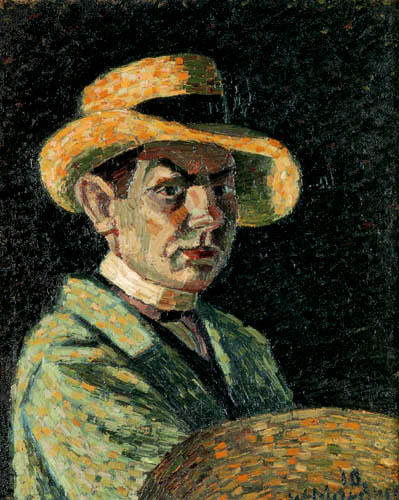
Selbstbildnis, 1910

Morgner was de zoon van een musicus. Als kunstschilder was hij vooral autodidact en bezocht enkel in 1908-1909 een paar maanden de kunstschool van streekgenoot Georg Tappert. Tapperts natuurlyriek had aanvankelijk grote invloed op hem en in de periode 1909-1910 schilderde hij ook vooral taferelen met op het land werkende boeren en motieven die betrekking hadden op het weidse Noord-Duitse landschap. Ook maakte hij een aantal portretten en zelfportretten. Zijn werk uit deze periode wordt gekenmerkt door een stemmig naturalisme en een karakteristiek aardkleurig coloriet. Soms gebruikt hij pointillistische technieken.
Vanaf 1911 begint Morgner, mede onder invloed van de schilders van Die Brücke, zich steeds meer te interesseren voor de formele elementen in zijn werk, die hij gebruikt als autonome middelen in de vormgeving. De vormen worden vereenvoudigd en tegelijkertijd gemonumentaliseerd. Zijn penseelvoering wordt breder en krijgt meer systeem. Exact naast elkaar gezette streken bedekken ‘als een tapijt van verf’ het gehele doek. Het accent op kleuren en contrasten dringt de illusie van perspectief steeds verder op de achtergrond. Hij benadrukt de vlakken in zijn schilderijen door de motieven naast elkaar te plaatsen, veelal in profiel.
Na zijn kennismaking, tijdens een expositie in Keulen (‘Sonderbund’, 1912), met schilderijen van Vincent van Gogh, Robert Delaunay en Wassily Kandinsky, realiseerde Morgner zich dat hij zijn lijnen te veel had gestileerd en de in het oog lopende kenmerken van de kleur te veel had benadrukt. Zijn schilderijen waren naar eigen zeggen beter getekend dan geschilderd. In navolging van Delauney probeerde hij vervolgens het licht weer te geven door de kleuren zelf, en niet door een spel tussen licht en schaduw. Een bekend voorbeeld hiervan was Einzug in Jerusalem (1912). Alle elementen zijn in sterk vereenvoudigde vorm weergegeven, als silhouetten. Het zijn echter bepaald geen donkere schaduwen, maar ze lichten als het ware uit het doek op. De contrasterende kleuren bepalen zo volledig de uitdrukkingskracht van het schilderij.
Na 1912 nemen de religieuze werken een centrale plaats in in het werk van de diepgelovige Morgner. Hij zag in het Nieuwe Testament en de lijdensweg van Christus een manier om zijn eigen psychische gesteldheid weer te geven. Daarnaast benadert hij steeds nadrukkelijker de abstractie, te zien in de sterk gereduceerde landschappen van zijn zogenaamde astrale en ornamentale composities. Deze ontwikkeling wordt echter in de kiem gesmoord door het uitbreken van de Eerste Wereldoorlog. Morgner werd opgeroepen voor de dienst. Hij maakte enkel nog een aantal kleine tekeningen en schetsen. Hij was soldaat in Macedonië en in Vlaanderen, waar hij in 1917 op 26-jarige leeftijd sneuvelde op het slagveld te Langemark.

## Galerij

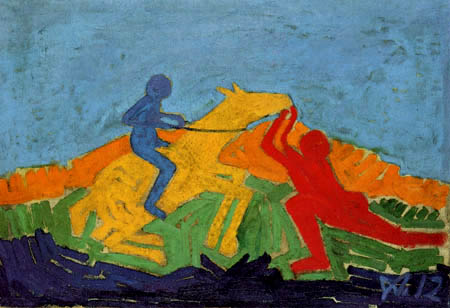
Zwei Reiter, 1910
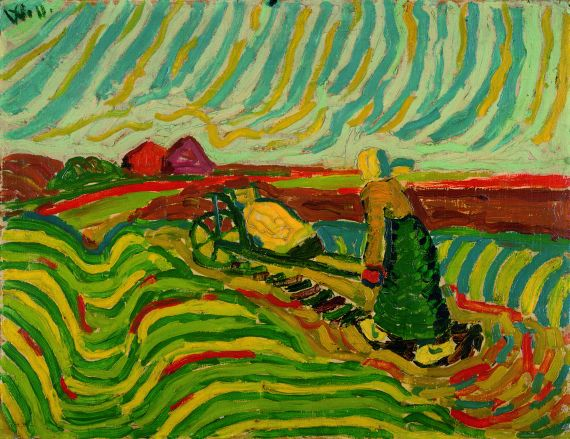
Frau mit Karre, 1911
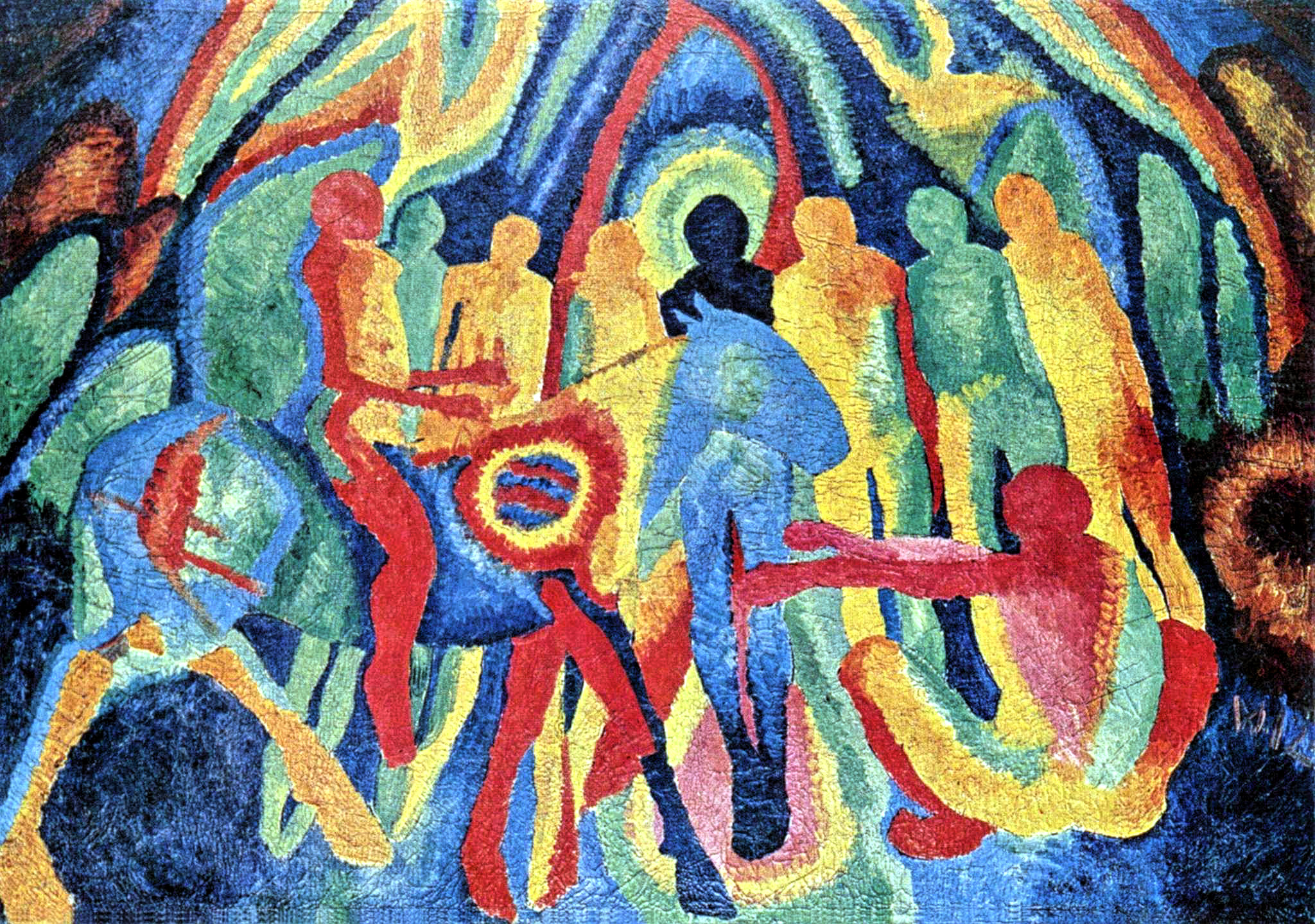
Einzug in Jerusalem, 1912
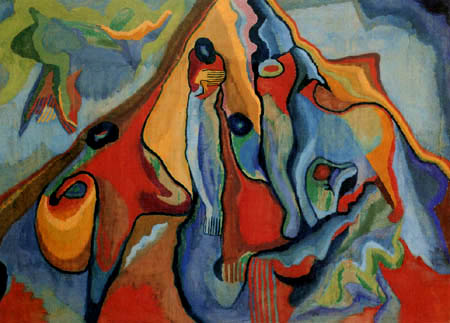
Komposition in Tempera, 1912
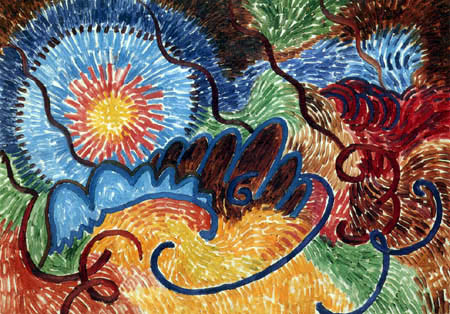
Astrale Komposition X, 1913
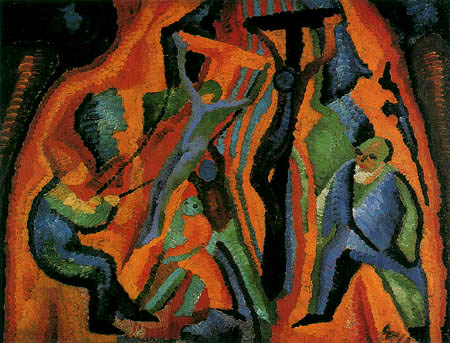
Kreuzaufrichtung, 1913
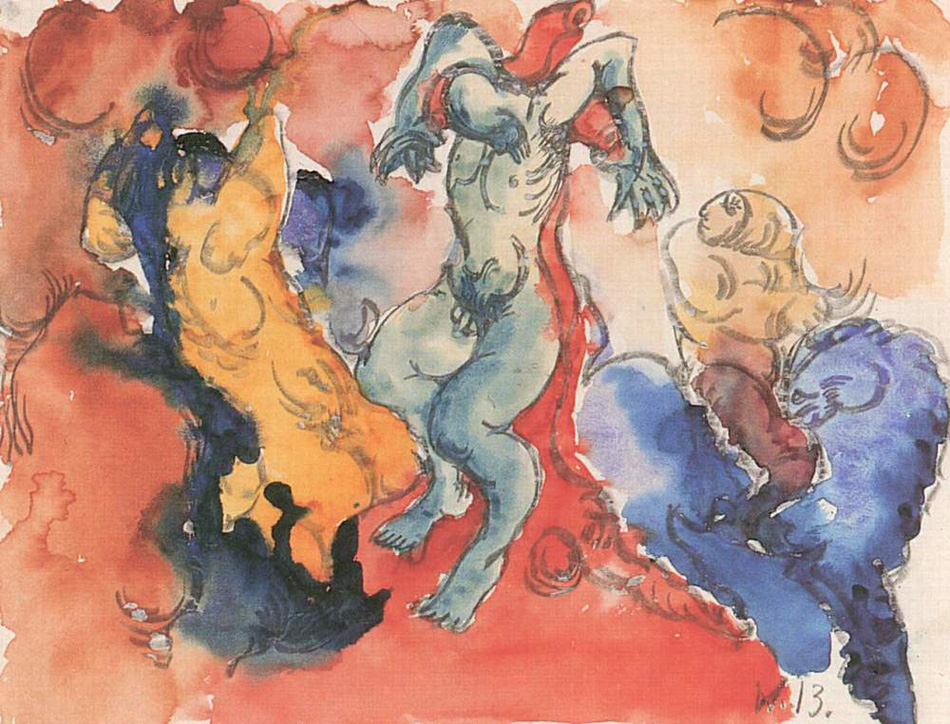
Zwei gekreuzigte und Reiter, 1911
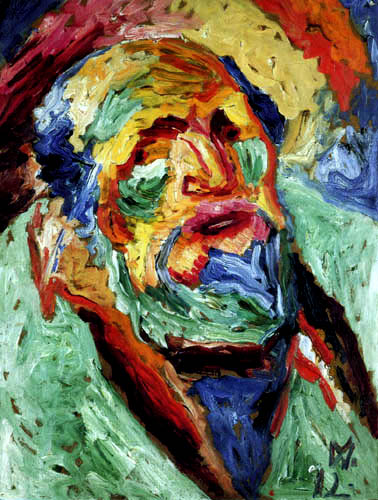
Apostel, 1912
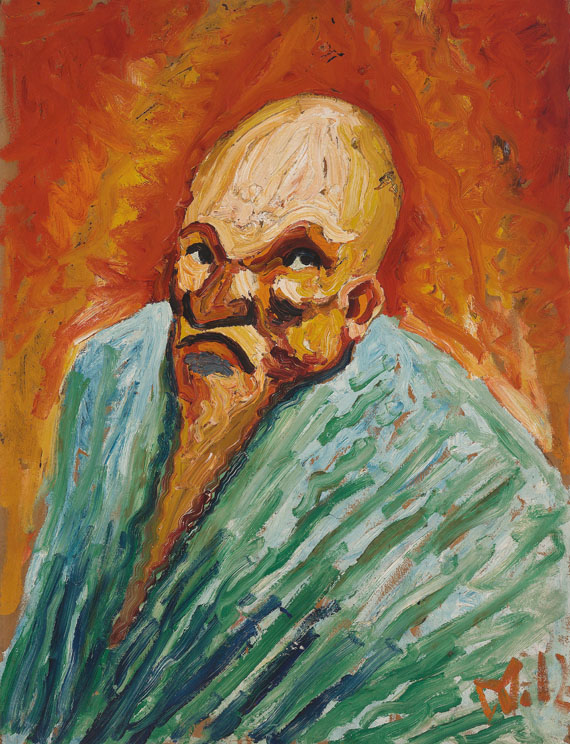
Männerporträt, 1910
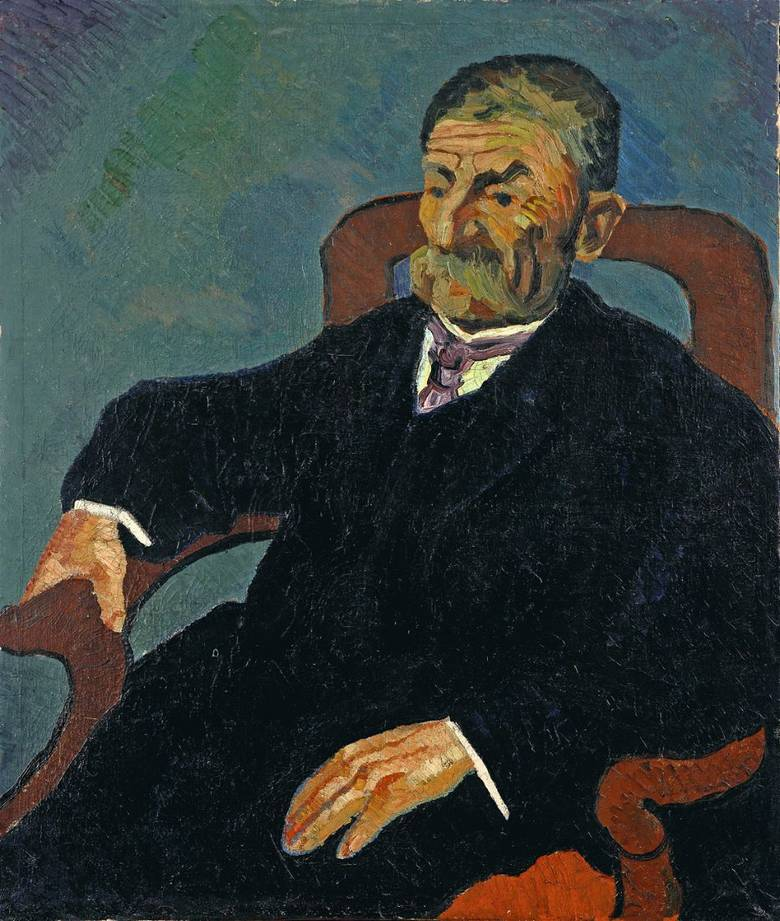
Bildnis Kaufmann Mundt, 1912